# Föhrner (Bozen)

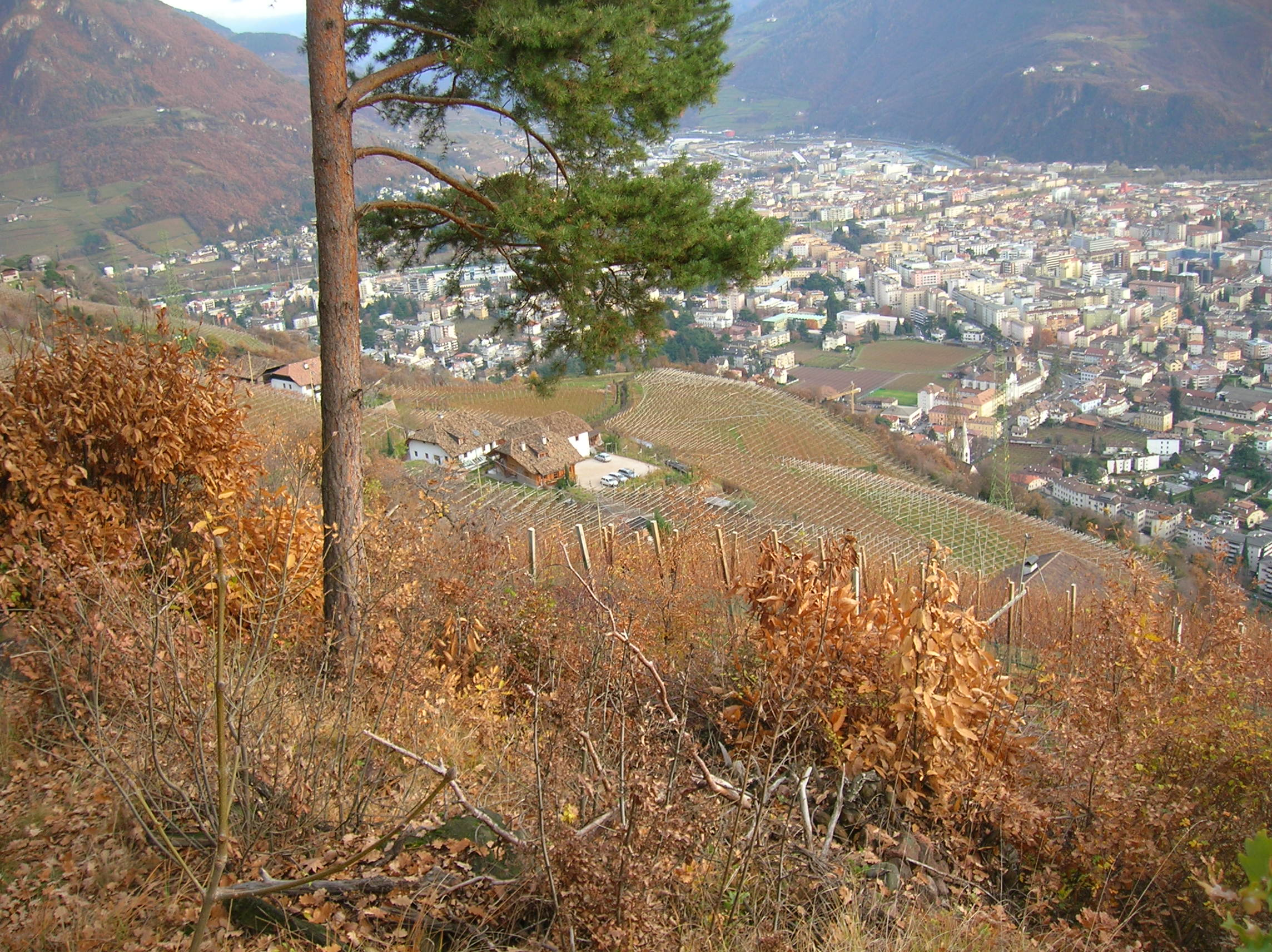
Blick auf den Weinhof Föhrner am Guntschnaberg oberhalb von Gries-Bozen, von Nordwesten

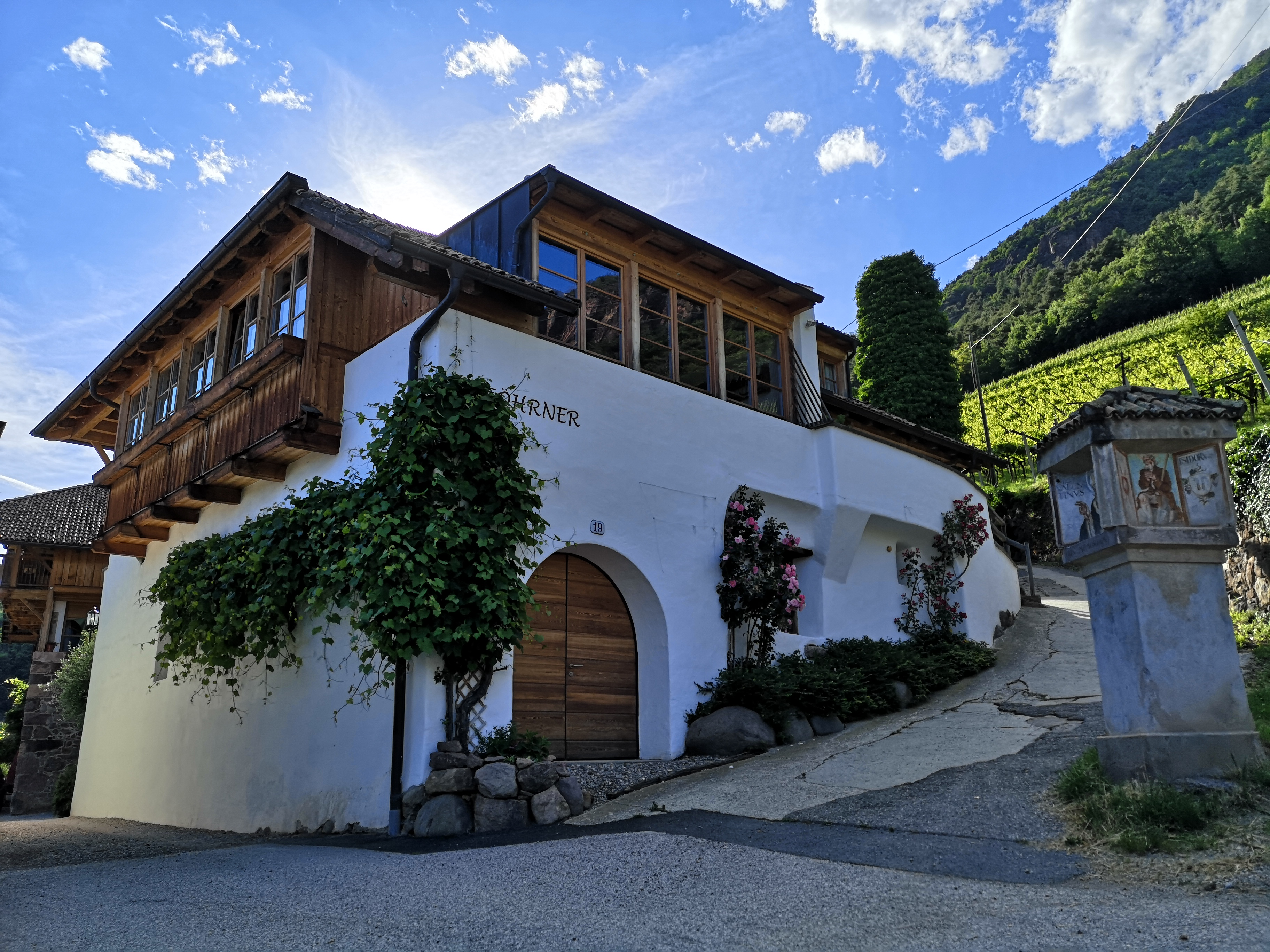
Der Föhrner am Guntschnaberg mit altem Bildstock am Glaninger Weg

Das Weingut Föhrner (auch Förner) ist ein historisch bedeutsames, ländliches Wohn- und Wirtschaftsgebäude, gelegen auf 505 m am Guntschnaberg in Gries-Quirein, einem Stadtteil von Bozen in Südtirol.
Der Paarhof ist im Kern eines der ältesten Bergbauernhöfe Südtirols. Die Hofstelle ist bereits im Jahr 1165, in der späten Stauferzeit, als „curia Feriani“ in einem gerichtlichen Streitfall um Zehentbezüge genannt, den Bischof Albert II. von Trient zugunsten Bischof Alberts I. von Freising entschied: Irminstein, dem Freisinger Pfarrer von Gries, wurden hierbei die entsprechenden Bezugsrechte gegen die Ansprüche der Grafen Bertold I. von Tirol und Arnold III. von Greifenstein zugesprochen. Im Jahr 1295 sind im Register des Bozner Notars Jakob Tugehenn Weigandus et Pertoldus Forneri (Weigand und Bertold Föhrner) als Verkäufer von Wein an die Grieser Konsumenten Leutold, Sohn Hartmanns von Keller, und dessen Ehefrau Gisla genannt.
Der Hof ist als Ferrer bzw. Ferner mehrfach in den Kirchpropstrechnungen der Grieser Marienpfarrkirche von 1420–1440 genannt. In einer Landgerichtsurkunde von 1487 erscheint  Hanns Verner als steurer zu Griess am Hoff, also als landesfürstlicher Steuereinnehmer des ehemaligen Grieser Viertels Hof (Grieser Platz).
Im Theresianischen Grundsteuerkataster von 1778 erscheint der Hof grundzins- und zehentfrei.
Der noch heute weinwirtschaftlich genutzte Hof ist seit vielen Jahrzehnten ein beliebter Buschenschank, der zu Erntezeiten als Gastwirtschaft fungiert. Bereits im Adress-Buch der Stadt Bozen und der Marktgemeinde Gries von 1922/23 ist der Föhrner als Weinstube aufgeführt.